# Lady of the Night
Lady of the Night (с англ. — «Леди ночи») — дебютный студийный альбом американской певицы Донны Саммер, выпущенный в 1974 году на лейбле Groovy Records.

## История создания
В конце 1973 года Донна Саммер записывала партии бэк-вокала для альбома, бывшей тогда на гребне популярности, группы Three Dog Night и во время работы в студии познакомилась с британо-итальянским продюсерским тандемом Пита Беллотте и Джорджо Мородера. Хваткие деятели музыкального шоу-бизнеса не смогли не заметить ее достаточно привлекательный вокальный и исполнительский потенциал и, взвесив наметившиеся коммерческие перспективы, предложили ей работу над собственной пластинкой. Беллотт выступил в роли продюсера и в тесном взаимодействии с Джорджо Мородером они сочинили практически весь массив песенного материала альбома, включая и песню «The Hostage», выпущенную в качестве лид-сингла с альбома.
Альбом стал особенно популярен в Германии, где песни с альбома вошли в активную ротацию на радиостанций. С альбома вышло два сингла «The Hostage» и «Lady of the Night», которые сразу же стали хитами в Нидерландах. Пластинка за пределами континентальной Европы так и не была выпущена по причине отсутствия к ней интереса со стороны музыкальной индустрии.
Материал первого альбома существенно отличается от последовавшего за ним в 1975 году альбома Love to Love You Baby. Звуковая фактура пластинки выполнена в основном в поп-рок и фолк-рок стилистике с легким напылением элементов ритм-н-блюза и музыки соул.

## Список композиций
| №  | Название            | Автор(ы) | Длительность |
| -- | ------------------- | -------- | ------------ |
| 1. | «Lady of the Night» |          | 3:58         |
| 2. | «Born to Die»       |          | 3:24         |
| 3. | «Friends»           |          | 3:31         |
| 4. | «Full of Emptiness» |          | 2:26         |
| 5. | «Domino»            | Bellotte | 3:14         |

| №   | Название                  | Автор(ы) | Длительность |
| --- | ------------------------- | -------- | ------------ |
| 6.  | «The Hostage»             |          | 4:16         |
| 7.  | «Wounded»                 |          | 2:43         |
| 8.  | «Little Miss Fit»         |          | 3:06         |
| 9.  | «Let’s Work Together Now» | Bellotte | 3:58         |
| 10. | «Sing Along (Sad Song)»   |          | 3:20         |